# Løbebiller
Løbebiller (Carabidae) er en stor familie af biller. Familien er en af de mest artsrige i dyreriget med omkring 40.000 arter og med betragtelig variation mellem dem. Generelt har de dog et mørkt udseende og et stort hoved. Størrelsen går fra 0,7 mm op til 66 mm.

## Klassifikation
Dette er en meget ukomplet liste over underfamilier og slægter. Mange danske navne dækker over flere slægter.
- Brachininae Bonelli, 1810
  - Bombarderbiller Brachinus Weber, 1801 (dansk art: Bombarderbille)
- Carabinae Latreille, 1802
  - Pupperøvere Calosoma Weber, 1801 (dansk art: Lille pupperøver...)
  - Pragtløbere Carabus Linnaeus, 1758
  - Sneglerøvere Cychrus Fabricius, 1794 (dansk art: Sneglerøver)
  - Skægløbere Leistus Frölich, 1799
  - Fladløbere Nebria Latreille, 1802
  - Spejlløbere Notiophilus Dumeril, 1806
  - Pelophila Dejean, 1821
- Cicindelinae Latreille, 1802
  - Sandspringere Cicindela Linnaeus, 1758 (dansk art: Brun sandspringer)
  - Cylindera Westwood, 1831
- Elaphrinae Latreille, 1802
  - Grubeløbere Blethisa Bonelli, 1810 (dansk art: Grubeløber)
  - Diacheila Motschulsky, 1845
  - Øjenløbere Elaphrus Fabricius, 1775
- Harpalinae Bonelli, 1810
  - Abax Bonelli, 1810
  - Moseløbere Acupalpus Dejean, 1829
  - Kvikløbere Agonum Bonelli, 1810
  - Ovalløbere Amara Bonelli, 1810 (dansk art: Kompostovalløber)
  - Kvikløbere Anchomenus Bonelli, 1810
  - Bredløbere Anisodactylus Dejean, 1829
  - Anthracus Motschulsky, 1850
  - Sumpløbere Badister Clairville, 1806
  - Brunløbere Bradycellus Erichson, 1837
  - Torpedoløbere Calathus Bonelli, 1810
  - Callistus Bonelli, 1809
  - Calodromius Reitter, 1905
  - Fløjlsløbere Chlaenius Bonelli, 1810
  - Hedeløbere Cymindis Latreille, 1806
  - Smalløbere Demetrias Bonelli, 1810
  - Blåhalsløbere Diachromus Erichson, 1837 (dansk art: Blåhalsløber)
  - Slikløbere Dicheirotrichus Jacqelin du Val, 1857 (dansk art: Slikløber)
  - Kamløbere Dolichus Bonelli, 1810
  - Barkløbere og sivløbere Dromius Bonelli, 1810
  - Markløbere og sandløbere Harpalus Latreille, 1802
  - Staldløbere Laemostenus Bonelli, 1810 (dansk art: Staldløber)
  - Græsløbere Lebia Latreille, 1802
  - Sortløbere Licinus Latreille, 1802 (dansk art: Sortløber)
  - Lionychus Wissman, 1846
  - Steppeløbere Masoreus Dejean, 1821 (dansk art: Steppeløber)
  - Microderes Faldermann, 1835
  - Stumpløbere eller skræntløbere Microlestes Schmidt-Goebel, 1846
  - Rødløbere Odacantha Paykull, 1798 (dansk art: Rødløber)
  - Planløbere Olisthopus Dejean, 1828 (dansk art: Planløber)
  - Vandløbere Oodes Bonelli, 1810 (dansk art: Vandløber)
  - Kalkløbere Ophonus Stephens, 1828
  - Oxyselaphus Chaudoir, 1843
  - Korsløbere Panagaeus Latreille, 1802 (dansk art: Lille korsløber, Stor korsløber)
  - Paradromius Fowler, 1887
  - Paranchus Lindroth, 1974
  - Pedius Motschulsky, 1850
  - Perigona Laporte de Castelnau, 1835
  - Philorhizus Hope, 1838
  - Platyderus Stephens, 1828
  - Kvikløbere Platynus Bonelli, 1810
  - Plochionus Wiedemann, 1823
  - Poecilus Bonelli, 1810
  - Jordløbere Pterostichus Bonelli, 1810
  - Kvikløbere Sericoda Kirby, 1837
  - Kælderløbere Sphodrus Clairville, 1806 (dansk art: Kælderløber)
  - Damløbere Stenolophus Dejean, 1821
  - Kæbeløbere Stomis Clairville, 1806 (dansk art: Kæbeløber)
  - Stumpløbere Syntomus Hope, 1838
  - Kamløbere Synuchus Gyllenhal, 1810
  - Zabrus Clairville, 1806
- Loricerinae Bonelli, 1810
  - Børsteløbere Loricera Latreille, 1802 (dansk art: Børsteløber)
- Omophroninae Bonelli, 1810
  - Omophron Latreille, 1802
- Scaritinae Bonelli, 1810
  - Tunnelløbere Dyschirius Bonelli, 1810
- Trechinae Bonelli, 1810
  - Aepus Samouelle, 1819
  - Kobberløbere Asaphidion Des Gozis, 1886
  - Glansløbere Bembidion Latreille, 1802
  - Blemus Dejean, 1821
  - Sandgravere Broscus Panzer, 1813 (dansk art: Sandgraver)
  - Glansløbere Cillenus Leach, 1819
  - Polarløbere Miscodera Eschscholtz, 1830 (dansk art: Polarløber)
  - Ocys Stephens, 1828
  - Skyggeløbere Patrobus Dejean, 1821
  - Perileptus Schaum, 1860
  - Marskløbere Pogonus Dejean, 1821
  - Porotachys Netolitzky, 1914
  - Rhysodes Dejean, 1821
  - Tachyra Motschulsky, 1862
  - Dværgløbere Tachys Dejean, 1821
  - Tachyta Kirby, 1837
  - Trechoblemus Ganglbauer, 1891
  - Grotteløbere Trechus Clairville, 1806
- incertae sedis
  - Acinopus Latreille
  - Agatus Motschulsky
  - Amblystomus Erichson
  - Apotomus Ill.
  - Apristus Chaudoir
  - Aptinus Bonelli
  - Callisthenes F.-W.
  - Cardioderus Dejean
  - Carterus Dejean
  - Dovenløbere Clivina Latreille
  - Corsyra Dejean
  - Cyhrus Fabricius
  - Daptus F.-W.
  - Deltomerus Motschulsky
  - Diachila Motschulsky
  - Dichirotrichus Duv.
  - Ditomus Bonelli
  - Drypta Latreille
  - Duvaliopsis Jeann.
  - Duvalius Delar.
  - Eriotonus Pioch.
  - Gynandromorphus Dejean
  - Harpalobrachys Tschit.
  - Hemiaulax Bat.
  - Lasiotrechus Cglb.
  - Limnastis Motschulsky
  - Lorocera Latreille
  - Mastax F.-W.
  - Metabletus Schmidt-Goebel
  - Molops Bonelli
  - Odontonyx Stephens
  - Omophoron Latreille
  - Parophonus Cglb.
  - Penthus Chaudoir
  - Polystichus Bonelli
  - Pseudaphaenops Winkl.
  - Scarites Fabricius
  - Taphoxenus Motschulsky
  - Thalassophilus Woll.
  - Trachypachys Motschulsky
  - Trichocellus Cglb.
  - Trichotichnus A. Mor.
  - Zuphium Latreille
  - Zyras